# Stipagrostis raddiana
Stipagrostis raddiana är en gräsart som först beskrevs av Gaetano Savi, och fick sitt nu gällande namn av De Winter. Stipagrostis raddiana ingår i släktet Stipagrostis och familjen gräs. Inga underarter finns listade i Catalogue of Life.